# Gartenflora
Gartenflora, (abreujat Gartenflora), va ser una revista il·lustrada amb descripcions botàniques que va ser editada a Alemanya. Es van publicar 87 números en els anys 1852-1938; n.s., 1938-1940, amb el nom de Gartenflora. Monatschrift für deutsche und schweizerische Garten und Blumenkunde Herausgegeben von E. Regel. Erlangen.
Va ser una revista mensual de botànica i horticultura fundada el 1852 per Eduard von Regel (futur director del Jardí Botànic Imperial de Sant Petersburg de 1875 a la seva mort en el 1892), publicat en alemany. Va ser publicat per primera vegada a Erlangen per l'editor Ferdinand Enke, llavors publica sota la responsabilitat de la Societat Russa d'Horticultura Sant Petersburg, el 1860, cinc anys després de la instal·lació general, a Sant Petersburg, fins al 1868, quan la companyia va canviar el seu nom, convertint-se en la Societat d'Horticultura Imperial de Sant Petersburg (1869-1894). A continuació es publica a Berlín per la Societat Hortícola de Prússia (Verein zur Beförderung de Gartenbaues Preußischen in den Staaten) 1894-1910 i 1911-1940 per societat d'horticultura alemanya (Deutsche Gartenbau-Gesellschaft).
Inicialment, Eduard von Regel va ser assistit per la part alemanya dels botànics Hermann Jaeger de Eisenach (jardiner de la cort d'Eisenach) i la part suïssa de Karl Eduard Ortgies, jardiner en cap del jardí botànic de Zuric, als quals s'uneixen altres botànics més tard com Carl David Bouché, inspector del Jardí Botànic de Berlín i P. Francke jardiner en cap del Reial Jardí Botànic d'Erlangen.
La revista es va deixar de publicar entre juny i octubre de 1920, entre setembre i desembre de 1923 i finalment el 1940.